# Silvia Gasperotti
Silvia Gasperotti (* 6. März 1993) ist eine italienische Fußballschiedsrichterin.
Gasperotti entstammt der Schiedsrichter-Sektion Rovereto und leitet Spiele in der Serie A der Frauen.
Seit 2022 steht sie auf der Liste der FIFA-Schiedsrichter und leitet internationale Fußballspiele. Seit der zweiten Hälfte der Saison 2024/25 gehört sie zur Gruppe der UEFA-Elite-Schiedsrichterinnen, der höchsten Schiedsrichterinnen-Kategorie.
Gasperotti pfiff bzw. pfeift unter anderem Partien in der U-17-EM-Qualifikation, in der WM-Qualifikation und der Qualifikation der Women’s Champions League.
Sie wurde als eine von 13 Schiedsrichterinnen für die Europameisterschaft 2025 in der Schweiz nominiert.

## Einsätze bei der Fußball-Europameisterschaft der Frauen 2025
| Phase        | Datum         | Spielort | Heimmannschaft | Gastmannschaft | Ergebnis  |
| ------------ | ------------- | -------- | -------------- | -------------- | --------- |
| Gruppenphase | 6. Juli 2025  | Sion     | Norwegen       | Finnland       | 2:1 (1:1) |
| Gruppenphase | 12. Juli 2025 | Zürich   | Schweden       | Deutschland    | 4:1 (3:1) |